# ティセラ
ティセラ（TESSERA）は、エフティ資生堂（発売当初は資生堂ファイントイレタリー）が1995年3月から2006年まで発売していた、ヘアケア製品のブランドである。
資生堂グループにおいて、「香り」が特徴のヘアケア製品としては第3世代に当たる。
シャンプー、リンス（2003年からはコンディショナー）のほか、一時期はヘアコロン（ミスト）、トリートメント、ボディーソープも発売していた。
発売当初は、シャンプー・リンス（ポンプ式）が600ml入りで、標準価格が800円であった（のちに、ノー・プリント・プライス）。
当時の競合商品に、ハーバルエッセンスがある。

## 歴史
（）内は、香りナンバー（No.）を示す。
- 1995年 - ローズ（132:ひみつ）、フローラル（51：こい）、フルーティー（17：いーな）
- 1996年 - ジューシー・ジューシー（107：いーオンナ）
  - 1997年夏頃、フローラルと共に、ボトルの絵柄がマイナーチェンジをした（香りナンバー（No.）の数字が、ボトルの中央に大きく描かれるようになり、その左上に香りをイメージしたイラストが添えられた）。
- 1997年3月 - ティセラ・J
  - 他のティセラ・シリーズとは異なり、香りナンバー（No.）の代わりに、黄色の楕円状のマークに「J」の文字が描かれていた。ボトルは銀色で、当時流行であったユニセックスフレグランスのテイストを取り入れたビターシトラスの香り。フレグランス効果を強調した上位商品だったため、標準価格は550ml（ポンプ式）で、950円であった。
  - この製品まで、ヘアコロン（ミスト）も発売されていた。
- 1997年9月頃 -  エンジェル・ドロップ（156：いーコロン）
- 1998年 - フローズン・ブルー（310：ミント）
  - この製品より、「香り」をイメージしたイラストが、ボトルに大きく描かれた。香りナンバー（No.）の数字は、それまでより少し小さくなった。
  - ボトルのキャッチフレーズは、「ひんやりと　クールに香る」。
  - この製品のみメントールを配合している。
- 1999年 - ジャングル・ジャングル（82：ハニー）
  - ボトルのキャッチフレーズは、発売当初は、これまで通り「やさしく洗う（うるおい守る）　ほのかに香る」であったが、数ヶ月後に、「気分はじける　ジャングルの香り」に変更された。
- 2000年 - ダンスダンスダンス（550：ゴーゴー）
  - ボトルのキャッチフレーズは、「ココロがステップする香り」。
- 2000年10月 - 発売元が、エフティ資生堂に変更された。
- 2001年1月 - トゥインクル・ドリーム（01：オーワンダフル）
  - この製品より、ラインナップにボディーソープを追加。
- 2001年7月 - トコナッツ・ココナッツ（30：サマー）
- 2002年 - 胸キュンピーチ（88：ハートハート）
  - この製品から2004年発売分の製品まで、名称が「恋コロンシャンプー（リンス、ボディーソープ）」となった。
- 2003年 - プチセクシー（1094：セクシー）、プリキュート（0910：キュート）
  - ボトルのキャッチフレーズは、「明日の私はセクシー系」（プチセクシー）、「今日の私はキュート系」（プリキュート）。
  - この製品より、ボディーソープは廃止し、リンスはコンディショナーに変更された。
- 2004年 - イチコロベリー（15：イチゴ）、チヤホヤチェリー（39：サクラ）
  - ボトルのキャッチフレーズは、「あいつもイチコロ　ベリーな香り」（イチコロベリー）、「チヤホヤされちゃう　チェリーな香り」（チヤホヤチェリー）。
- 2005年 - マジカルノート
  - ラインナップは、「シトラスからサボン」、「フルーティからローズ」。
  - この製品では、香りナンバー（No.）が消滅した。
  - また、ボトルの形状が円筒型からハートをイメージした（下部が細い）形となり、内容量が500mlとなった。
  - 商品の特徴は、洗髪時の香調が、髪が乾くと違う香調となるものであった。

## コマーシャル・イメージキャラクター・イメージソング
太字になっているアーティスト名はイメージキャラクターを兼務
- ローズ、フローラル、フルーティー
  - いい感じ やな感じ（EAST END×YURI）
  - Baby baby baby（dos）
- ジューシー・ジューシー
  - これが私の生きる道（PUFFY）
- ティセラ・J
  - やさしい気持ち（CHARA）
- エンジェル・ドロップ
  - White Love（SPEED）
- フローズン・ブルー
  - Wing（知念里奈）
  - Rhapsody in Blue（DA PUMP、知念と共演）
- ジャングル・ジャングル
  - WILD RUSH（T.M.Revolution）
- ダンスダンスダンス
  - Bright Daylight（hiro）
- トゥインクル・ドリーム
  - GOOD DAYS（ZONE）
- トコナッツ・ココナッツ
  - アゲハ蝶（ポルノグラフィティ）
- 胸キュンピーチ
  - ♡桃色片想い♡（松浦亜弥）
- プチセクシー&プリキュート
  - ね〜え?（松浦亜弥）
- イチコロベリー&チヤホヤチェリー
  - 奇跡の香りダンス。（松浦亜弥）
- マジカルノート
  - なし（BGMはオリジナルで、イメージ・キャラクターは鈴木杏）。

## ブランドの終焉
2000年代に入ると、この製品のメインターゲットユーザーであった10代女性にもカラーリングやパーマが定着してきたことにより、使用するヘアケア製品が髪のダメージを補修するタイプにシフトするようになった。加えて、資生堂がメガブランド戦略を打ち出し、ヘアケア部門ではTSUBAKIに経営資源を集中させるため、ティセラはブランド整理の対象となった。
こうして2006年春の生産終了をもって、ティセラは11年の歴史に静かに幕を降ろした。
なお、このブランドにおいては、一度も詰め替え用の製品は発売されなかった。